# Медаль «Ветеран Збройних сил СРСР»
Меда́ль «Ветера́н Збро́йних Сил СРСР» — медаль, державна нагорода СРСР. Введена указом Президії Верховної Ради СРСР 20 травня 1976 року. Автор медалі — художник Р. М. Пилипів.

## Опис
Медаль «Ветеран Збройних Сил СРСР» має форму правильного круга діаметром 32 мм, виготовлена з томпаку, посріблена.
На лицьовому боці медалі у верхній частині — п'ятикутна зірка, вкрита червоною емаллю, що накладена на зображення серпа і молота. Нижче — випуклий напис «СССР» та рельєфне зображення лаврової гілки. У нижній частині по колу — напис «ВЕТЕРАН ВООРУЖЕННЫХ СИЛ», нанесений по зображенню стрічки. Лицьовий бік медалі оксидований.
Зворотний бік медалі — матовий.
Медаль «Ветеран Збройних Сил СРСР» за допомогою вушка і кільця з'єднується з п'ятикутною колодочкою, обтягнутою шовковою муаровою стрічкою сірого кольору шириною 24 мм. Уздовж правого краю стрічки — чотири помаранчеві і три чорні подовжні смужки завтовшки 1 мм кожна. Уздовж лівого краю — дві червоні подовжні смужки завтовшки 3 мм і 1 мм відповідно.

## Нагородження медаллю
Медаллю «Ветеран Збройних Сил СРСР» нагороджувалися військовослужбовці Червоної армії, Військово-морського флоту, прикордонних та внутрішніх військ СРСР, які бездоганно прослужили у лавах Збройних Сил СРСР протягом щонайменше 25 календарних років.
Медаль носиться на лівій стороні грудей, за наявності у нагородженого інших медалей СРСР розташовується після медалі «Ветеран праці».
Загалом медаллю «Ветеран Збройних Сил СРСР» було проведено близько 800 000 нагороджень.